# Adriaan Heynsius
Adriaan Heynsius, ook: Heijnsius, (Moordrecht, 8 april 1831 – Leiden, 4 oktober 1885) was een Nederlandse arts en biochemicus.

## Biografie
Hij was een zoon van de secretaris van Moordrecht Cornelius Heynsius en Catharina Aletta Houbolt. Hij had zijn vader op de leeftijd van anderhalf jaar verloren. Zijn moeder verhuisde daarom naar Amsterdam en vanaf 1843 bezocht hij een kostschool in Barneveld. In 1848 begon hij te studeren aan de Universiteit van Utrecht bij Gerrit Jan Mulder (1802-1880), Jacobus Schroeder van der Kolk (1797-1862) en Franciscus Cornelis Donders, waar hij een voorliefde ontwikkelde voor fysiologische chemie (biochemie). Op 7 oktober 1853 promoveerde hij in de filosofie met een verhandeling getiteld: De corporibus albuminosis. Op 16 oktober 1854 verkreeg hij het geneeskundig doctoraat op het werk: De susurrorum vascularium explicatione physica. Daarna werkte hij als medicus in Amsterdam.
Dat werk bevredigde hem echter niet. Daarom zette hij met beperkte middelen een privélaboratorium op. In 1856 was hij in Amsterdam werkzaam als directeur van het fysiologisch-pathologisch laboratorium, dat in 1855 was opgericht op initiatief van Jan van Geuns (1808-1880). Het instituut regelde een klinische opleiding voor studenten van het Athenaeum Illustre te Amsterdam, waarvoor Heynsius lezingen gaf in de fysiologie en pathologie. Twee jaar later, op 14 juli 1858, werd hij benoemd tot hoogleraar fysiologie aan het Athenaeum Illustre, welke taak hij op 4 oktober 1858 begon met de oratie: De vertering van weelde in de dierlijke huishouding. Ook de taak van het geven van colleges over fysiologie en histologie voor de Amsterdamse artsen was hiermee verbonden. Hij heeft een aantal publicaties op zijn naam staan op het gebied van biochemisch onderzoek. Hij heeft behoorlijk naam gemaakt op dit gebied. Nadat hij op 12 mei 1864 was aangenomen als lid van de Koninklijke Nederlandse Akademie van Wetenschappen, werd hij op 20 januari 1866 benoemd op de medische leerstoel voor fysiologie en histologie aan de Universiteit van Leiden. Daar is zijn hoogleraarsportret in de collectie opgenomen. Hij was ook enige tijd als rector magnificus aan de Universiteit van Leiden verbonden.
Heynsius trouwde in 1858 met Elisabeth Paulina du Rieu (geb. 1835), de jongste van de twaalf kinderen van Paul du Rieu, gewezen burgemeester van Leiden. Uit dit huwelijk werden tussen 1860 en 1874 vijf kinderen geboren.
In 1883 vierde Heynsius onder grote belangstelling zijn 25-jarig jubileum als hoogleraar. Een jaar later werd hij ernstig ziek; hij overleed in 1885 op 54-jarige leeftijd.
Zijn broer was dr. Cornelis Everhardus Heynsius, geneesheer, raadslid en wethouder te Amsterdam. 

## Werken
- Geschiedkundig onderzoek naar de kennis der eiwitachtige ligchamen. Amsterdam 1853
- De susurrorum vascularium explicatione physica. Amsterdam 1854
- Bijdrage tot eene physische verklaring van de abnormale geruischen in het vaatstelsel. 1854
- De werkkring van het physiologisch-pathologisch Laboratorium te Amsterdam. Amsterdam 1856
- De vertering van weelde in de dierlijke huishouding. Inwijdingsrede bij het aanvaarden van het Hoogleeraarsambt in de Physiologie aan het Athenaeum Illustre te Amsterdam. Amsterdam 1858
- Onderzoekingen gedaan in het physiologisch Laboratorium te Amsterdam. Amsterdam 1856–1866
- Redevoering over het tegenwoordig standpunt der physiologie, en haar verband met de geneeskunde. Leiden 1866
- Onderzoekingen, gedaan in het physiologisch Laboratorium der Leidsche Hoogeschool. Leiden 1867–1884 6. Bde., Leiden 1869
- Feestrede bij het derde eeuwfeest der Leidsche Hoogeschool den 8sten februari in de Pieterskerk. Leiden 1875
- Over serum- en eieralbumine en hare verbindingen. Leiden 1877
- Ueber die Ursachen der Töne und Geräusche im Gefässsystem. Leiden 1878

- Biografisch Portaal: 90060011
- Digitale Bibliotheek voor de Nederlandse Letteren: heyn017
- Gemeinsame Normdatei: 116793694
- International Standard Name Identifier: 0000 0000 1353 9874
- Library of Congress Control Number: n2019182880
- Nederlandse Thesaurus van Auteursnamen: 073791156
- LIBRIS: 347000
- Virtual International Authority File: 22902599